# Blow Dry
Blow Dry è un film del 2001 diretto da Paddy Breathnach.
Il film è una commedia che tratta in maniera delicata temi particolari come il cancro e l'omosessualità.
Nella pellicola appare un cameo di Heidi Klum nel ruolo di una modella capricciosa.

## Trama
Phil Allen ha una bottega da parrucchiere in un piccolo paesino inglese. Lo aiuta, nel mandar avanti gli affari, il figlio Brian. La moglie di Phil, Shelley li ha lasciati dieci anni prima per legarsi alla modella di Phil, Sandra.
Phil non ha mai perdonato la moglie per essersi messa con la sua modella, oltretutto questo accadde alla vigilia di un concorso importante in cui Sandra avrebbe dovuto sfilare con una delle creazioni più originali di Phil, che gli avrebbe fatto vincere il concorso annuale dei parrucchieri, facendo sfumare il suo sogno di entrare nel guinness del concorso, potendo vantare il fatto di avere vinto tre manifestazioni.
In più, Shelley non rivela al figlio e all'ex marito di essersi ammalata di cancro, dato il rifiuto di entrambi di avere a che fare con lei. L'unica possibilità di un riavvicinamento, è convincere padre, figlio e Sandra a partecipare al concorso che quest'anno, per scelta degli organizzatori, si terrà proprio in quel paese.
Phil non vuole saperne, anche perché ormai si è rassegnato alla sua dimensione di parrucchiere di paese. Il concorso, chiama in paese alcuni tra i più grandi parrucchieri d'Inghilterra, tra cui Ray Robertson, acerrimo nemico di Phil, che gli rubò il titolo l'anno in cui lui si ritirò e che aspira al guinness, avendo anche lui vinto due concorsi in precedenza.
Robertson porta anche la figlia, che durante la permanenza si innamora di Brian. Il concorso si divide in tre manche: alla prima partecipa Brian, piazzandosi tra i primi tre e riuscendo così ad avanzare nella competizione. Alla seconda manche, partecipa la stessa Shelley e grazie alla sua acconciatura, passa alla manche finale.
Brian, nel frattempo, viene coinvolto in una rissa e quindi, essendosi rotto il pollice, deve rinunciare alla manche finale e ritirare così la sua squadra dalla competizione. Ci penserà Phil, che decide di partecipare all'ultimo momento, sostituendo il figlio.
L'ultima categoria del concorso è denominata Total Look e, con l'aiuto di Sandra, Phil presenta l'idea che avevano studiato insieme dieci anni prima, vincendo in maniera netta sia la manche che il concorso. Questa vittoria, riavvicina Phil alla sua modella e alla sua ex moglie.
Shelley confessa alla sua famiglia il suo male e questo fatto riavvicinerà sia Phil che Brian, che decidono di perdonare Shelley per le sue scelte non convenzionali di vita, creando intorno a lei un clima di strana ma felice famiglia allargata.

## Distribuzione
Il film non è mai approdato al cinema e sul mercato italiano ma è passato direttamente sui canali satellitari o sulle reti private come D+ e rete4. Non è mai stata distribuita una versione in DVD tradotta in italiano, ma è possibile acquistarla in lingua originale.